# Agabiformius spatula
Agabiformius spatula är en kräftdjursart som först beskrevs av Dollfus 1905.  Agabiformius spatula ingår i släktet Agabiformius och familjen Porcellionidae. Inga underarter finns listade i Catalogue of Life.